# Frankrikes departement
Ett departement (franska: département uttalas: /de.paʁ.tǝ.mɑ̃/) är en fransk administrativ enhet ungefär motsvarande ett län i Sverige. Frankrike indelas i 101 departement. Ett departement leds av en prefekt (préfet), motsvarande en svensk landshövding, och en folkvald församling, conseil général.
Departementen är grupperade i 13 regioner i själva Frankrike och fem utomeuropeiska regioner. Departementen är uppdelade i 342 arrondissement. Det finns också departement i många andra länder, både före detta franska kolonier (till exempel Elfenbenskusten) och andra länder som influerats av Frankrike.

Karta över Frankrikes 101 departement plus Saint-Pierre och Miquelon

## Historia
Departementen skapades år 1790. Innan dess hade Frankrike varit indelat i provinser. Flera av dem hade stor självständighet, bland annat genom att en del av dem hade kungligt tillstånd att kringgå vissa lagar, till exempel rörande beskattning. En annan anledning var att dåtidens bristfälliga kommunikationer gjorde det omöjligt för den i teorin enväldiga kungamakten att styra hela riket. I och med den franska revolutionen förändrades det politiska läget. De nya makthavarna hade för avsikt att skapa en stark centralmakt med mål att bekämpa det feodala systemet. Som ett led i detta skapades 83 departement.

De 130 departementen under Napoleon.

Planen var att landet skulle delas in i kvadratiska enheter, vart och ett på 5 000 kvadratkilometer. Departementshuvudstaden valdes så att man till häst kunde resa tur och retur till alla orter på 48 timmar. Trots att Frankrikes befolkning har mer än fördubblats sedan 1790 har departementens utformning förändrats föga.
Den 29 mars 2009 röstade drygt 95 % av Mayottes befolkning ja till att bli Frankrikes 101:a departement år 2011.

## Före detta departement
(Ofullständig lista)
- Seine
- Seine-et-Oise
- Franska departement i Nederländerna.
- Franska departement i Algeriet.
  - 91 Alger
  - 92 Oran
  - 93 Constantine
- De 130 departement som Napoleon I skapade.